# Frekwencja (ekologia)
Frekwencja – wskaźnik stosowany w badaniach zoocenologicznych, faunistycznych i ekologicznych.
Frekwencja to częstość występowania – frekwencja – informuje o pospolitości lub rzadkości gatunku. Frekwencja ma różne wymiary i informować może o różnych aspektach rozmieszczenia gatunku.
Przykładowo frekwencję na stanowiskach wylicza się ze wzoru:
{\displaystyle Fi=(s/S)\cdot 100\%}
gdzie: Fi – frekwencja i-tego gatunku, s – liczba stanowisk z i-tym gatunkiem, S – liczba wszystkich stanowisk.
Frekwencję można wyliczać w odniesieniu do różnych poziomów (na stanowiskach, w zbiornikach, w próbach, w siedliskach). Jedną z prób węższego zakresu stosowania frekwencji jest stałość (zob. wskaźnik stałości).
Frekwencja w poszczególnych zbiornikach (podobne siedlisko), w różnych typach wód czy siedlisk (informuje o szerokości niszy i walencji ekologicznej), frekwencja w różnych miesiącach (okresach fenologicznych) informuje o cyklu życiowym i długości „przebywania” aktywnego gatunku w danej biocenozie. Istotne jest to dla gatunków amfibiotycznych, a takimi są chruściki (jak wiele innych owadów wodnych). Mogą być gatunki stosunkowo krótko obecne w stadium larwalny w środowisku wodnym oraz gatunki obecne niemalże w ciągu całego roku. Wynikać to może z długiej fazy larwalnej (np. 2-3 letniej) lub z mniej lub bardziej acyklicznego rozwoju. Dla uniknięcia nieporozumień właściwsze byłoby stosowanie terminu „frekwencja” tylko do jednego zakresu. Należałoby zatem precyzyjnie i jednoznacznie określić pojęcia frekwencji, stałości w zoocenologii z wyraźna potrzebą zwiększenia liczby słów. Ewentualnie należy stosować słowo „frekwencja” z dookreśleniem: „frekwencja na stanowiskach”, „frekwencja w zbiornikach” itd.